# 清久公園
清久公園（きよくこうえん）は、埼玉県久喜市清久町に所在する、久喜市が設置、管理・運営する都市公園（近隣公園）である。

## 概要
旧・日本住宅公団が首都圏整備計画に基づき清久工業団地の造成事業を行い、公共施設として1981年（昭和56年）に公園などが完成した後に久喜市が帰属を受けたものである。2006年（平成18年）4月1日から指定管理者制度が導入され、野球場の管理運営は民間が行っている。
久喜地区の西部に位置し、土地は多少起伏がある。園内には野球場が設けられている。公園の周囲は清久工業団地となっており、野球場の南側に清久西池、東側に清久さくら通り・備前前堀川を挟み清久大池がある。清久さくら通り沿いには桜の木が植樹されており、春には久喜市内の桜名所の一つとなっている。

## 施設
- 運動施設
  - 野球場 - 1面 - 8,594.57 m2
  - スコアボード
  - バックネット
  - 足洗い場
- 便益施設
  - 駐車場 - 駐車台数27台
  - トイレ
- 休養施設
  - パーゴラ
  - 木製ベンチ - 40基

## 所在地
- 埼玉県久喜市清久町9番地

## 交通
- 大和バス「清久工業団地」「清久公園前」バス停下車すぐ。
- 東北自動車道久喜インターチェンジより清久工業団地方面へ約3km。

## 周辺
- 清久工業団地
- 清久大池
- 清久西池
- 備前前堀川
- 備前堀川
- NHK菖蒲久喜ラジオ放送所
- 勤労福祉センター
- いちょうの木